# Jérémy Gagnon-Laparé
Jérémy Gagnon-Laparé (Sherbrooke, Quebec, Canadá; 9 de marzo de 1995) es un futbolista canadiense. Juega de centrocampista y su equipo actual es el HFX Wanderers de la Canadian Premier League.

## Trayectoria

### Montreal Impact
Formado como jugador en las inferiores del Montreal Impact, Gagnon-Laparé debutó por el primer equipo del club el 7 de mayo de 2014 en la derrota por 2:1 ante el FC Edmonton por el Campeonato Canadiense. Firmó su primer contrato con el club el 3 de julio de 2014, y debutó por la MLS el 24 de julio contra el Real Salt Lake. En la temporada 2015 fue enviado a préstamo al Ottawa Fury FC. Luego de tres años fue desvinculado del club al término de la temporada 2017.

### Vitré
Gagnon-Laparé fichó por el AS Vitré de la CFA en enero de 2017. Pasó 18 meses en el club.

### Ottawa Fury
Fichó por el Ottawa Fury el 16 de julio de 2018. Dejó el club al término de la temporada 2019, con el cese de operaciones del club.

### Saint Louis FC
El centrocampista fichó por el Saint Louis FC de la USL para la temporada 2020.

## Selección nacional
Representó a Canadá en categorías juveniles, y el 27 de agosto de 2013 recibió su primer llamado a la selección de Canadá por parte del entrenador Benito Floro, para los dos encuentros amistosos contra Mauritania. Debutó el 8 de septiembre en el empate 0:0 del primer encuentro.

## Estadísticas
Actualizado al último partido disputado el 8 de marzo de 2020.
| Montreal Impact Reserva · Canadá | 3.ª           | 2013          | 8   | 0 | - | - | - | - | - | - | 8   | 0 |
| Montreal Impact Reserva · Canadá | 3.ª           | 2014          | 4   | 0 | - | - | - | - | - | - | 4   | 0 |
| Montreal Impact Reserva · Canadá | Total club    | Total club    | 12  | 0 | 0 | 0 | 0 | 0 | 0 | 0 | 12  | 0 |
| Montreal Impact · Canadá | 1.ª           | 2014          | 5   | 0 | - | - | 2 | 0 | 1 | 0 | 8   | 0 |
| Montreal Impact · Canadá | 1.ª           | 2015          | 2   | 0 | - | - | - | - | - | - | 2   | 0 |
| Montreal Impact · Canadá | 1.ª           | 2016          | 0   | 0 | - | - | - | - | 1 | 0 | 1   | 0 |
| Montreal Impact · Canadá | Total club    | Total club    | 7   | 0 | 0 | 0 | 2 | 0 | 2 | 0 | 11  | 0 |
| FC Montreal · Canadá | 2.ª           | 2015          | 16  | 1 | - | - | - | - | - | - | 16  | 1 |
| FC Montreal · Canadá | 2.ª           | 2016          | 13  | 0 | - | - | - | - | - | - | 13  | 0 |
| FC Montreal · Canadá | Total club    | Total club    | 29  | 1 | 0 | 0 | 0 | 0 | 0 | 0 | 29  | 1 |
| Ottawa Fury · Canadá | 2.ª           | 2015          | 3   | 0 | - | - | - | - | - | - | 3   | 0 |
| Ottawa Fury · Canadá | 2.ª           | 2018          | 9   | 0 | - | - | - | - | 1 | 0 | 10  | 0 |
| Ottawa Fury · Canadá | 2.ª           | 2019          | 28  | 0 | - | - | - | - | 4 | 0 | 32  | 0 |
| Ottawa Fury · Canadá | Total club    | Total club    | 40  | 0 | 0 | 0 | 0 | 0 | 5 | 0 | 45  | 0 |
| AS Vitré Francia | 4.ª           | 2016-17       | 13  | 1 | - | - | - | - | - | - | 13  | 1 |
| AS Vitré Francia | 4.ª           | 2017-18       | 24  | 1 | 2 | 0 | - | - | - | - | 26  | 1 |
| AS Vitré Francia | Total club    | Total club    | 37  | 2 | 2 | 0 | 0 | 0 | 0 | 0 | 39  | 2 |
| Saint Louis Estados Unidos | 2.ª           | 2020          | 1   | 0 | 0 | 0 | - | - | - | - | 1   | 0 |
| Saint Louis Estados Unidos | Total club    | Total club    | 1   | 0 | 0 | 0 | 0 | 0 | 0 | 0 | 1   | 0 |
| Total carrera | Total carrera | Total carrera | 126 | 3 | 2 | 0 | 2 | 0 | 7 | 0 | 137 | 3 |
| (1) Incluye datos de la Copa de Francia (2) Incluye datos de la Liga de Campeones de la Concacaf (3) Incluye datos del Campeonato Canadiense |               |               |     |   |   |   |   |   |   |   |     |   |

## Palmarés

### Títulos nacionales
| Título                | Club            | País   | Año  |
| --------------------- | --------------- | ------ | ---- |
| Campeonato Canadiense | Montreal Impact | Canadá | 2014 |